# Lecane doryssa
Lecane doryssa är en hjuldjursart som beskrevs av Harry K. Harring 1914. Lecane doryssa ingår i släktet Lecane och familjen Lecanidae. Inga underarter finns listade i Catalogue of Life.